# Kundu (tambor)

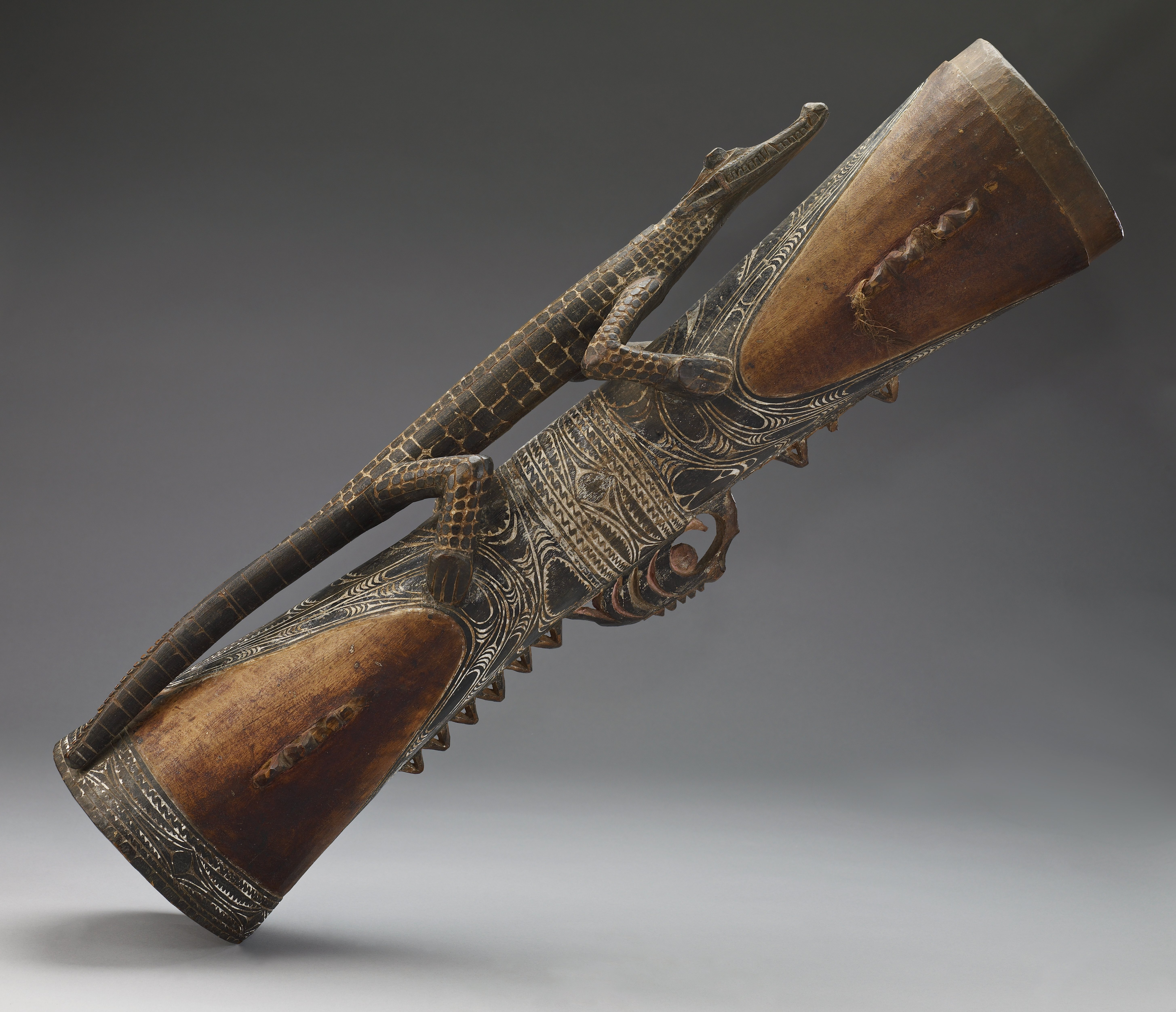
Tambor Kundu, da Papua-Nova Guiné, povo Iatmul, século XX. O crocodilo é simbólico para os Iatmul, que acreditam que descendem de um crocodilo gigante e que o mundo é a parte de trás desse crocodilo. Existem três crocodilos neste instrumento: o cabo e cada uma das aberturas do tambor (visto nas gravuras).

Kundu é um nome pidgin na Papua Nova Guiné para um tambor em forma de ampulheta usado para acompanhar ocasiões formais, cerimônias religiosas e para celebrações (como o Sing-sing). Este tambor é emblemático da Papua Nova Guiné e aparece no brasão do país.

## Características
O tamanho de um tambor kundu pode variar. Um tambor de dedo pequeno pode medir 30 cm, enquanto um tambor grande pode ter 2 metros de comprimento.
O tambor é feito de madeira entalhada com pele de gambá ou pele de lagarto, com alguns instrumentos possuindo uma alça colocada na parte mais estreita do tambor. Nem todos os kundus possuem alças, dependendo do estilo dos instrumentos. Tradicionalmente, a pele do lagarto era mantida no lugar com uma camada de sangue humano (como cola).
Para os papuas, o som do kundu representa a voz dos "espíritos". Exemplos de ocasiões religiosas ou civis formais em que se pode ouvir o kundu incluem enterros, a abertura de uma nova casa ou o lançamento de um novo barco.

## Outros nomes
O tambor de ampulheta é comum na Nova Guiné e em muitas ilhas vizinhas, uma terra com mais de 700 idiomas diferentes.
Outros nomes incluem o apa (Povo Elema, Golfo de Papua) e o warup do Estreito de Torres.

### Tifa
No extremo oeste indonésio da Nova Guiné, a tradição de fazer tambores kundu foi afetada pela tradição de fabricação de tambores de outras ilhas indonésias, especialmente as Ilhas Maluku. Os tambores de Maluku Iskands são conhecidos sob o nome de tifa. Esse nome tornou-se usado para alguns tambores de ampulheta da Nova Guiné.
O povo Asmat, na província de Papua, na Indonésia, faz tambores de ampulheta cobertos com esculturas simbólicas decorativas, incluindo o cabo. Uma coisa que é diferente nos tambores do Asmat dos tambores kundu é que o Asmat segura a pele com um anel de vime bem ajustado e deslizante, depois que a pele é colada.